# Monogramma pumila
Monogramma pumila là một loài dương xỉ trong họ Pteridaceae. Loài này được Massee ex C.Chr. mô tả khoa học đầu tiên.
Danh pháp khoa học của loài này chưa được làm sáng tỏ. 